# Jurassic National Monument
 (octobre 2024).
Le Jurassic National Monument (littéralement en français : « monument national du Jurassique ») est un site fossilifère au statut de monument national américain. 
Il est constitué par la carrière à dinosaures de Cleveland-Lloyd, située dans le San Rafael Swell, près de Cleveland en Utah, aux États-Unis. Ce site est mondialement connu car il contient la plus forte concentration de fossiles de dinosaures du Jurassique jamais trouvée. Plus de 15 000 ossements ont été exhumés de ce « piège à prédateurs » du Jurassique et il reste encore à extraire des milliers d'autres ossements. 
Il a été désigné comme site national naturel en octobre 1965 et comme monument national en 2019,.

## Historique
La carrière a probablement été trouvée par des bergers qui conduisaient leurs animaux dans la région au cours de la fin du XIXe siècle. En 1927, une équipe du département de géologie de l'Université de l'Utah, sous la direction du son président, F. F. Hintze, a visité la région et recueilli 800 os. En 1939, un groupe de géologues de l'Université de Princeton dirigé par William Lee Stokes a commencé à exploiter le site. En trois étés, ils ont rassemblé 1 200 os. À cause de la proximité de la ville de Cleveland, dans l'Utah, et aussi parce que ces expéditions avaient été financées par un mécène du nom de Malcolm Lloyd, ce gisement de fouilles paléontologiques commença plus tard à être connu sous le nom de « Carrière de Cleveland-Lloyd » (en anglais : Cleveland-Lloyd Quarry). Après 1941, la carrière n'a été exploitée à nouveau qu'à partir de 1960, aussi par William Lee Stokes mais cette fois avec l'assistance d'un jeune paléontologue local nommé James Henry Madsen Jr, récemment nommé professeur de recherche adjoint de géologie et de géophysique de l'Université de l'Utah. En 1974, Madsen découvrit un nouveau dinosaure, faisant de lui la première personne à découvrir un nouveau dinosaure de la Formation de Morrison en 75 ans. Il lui donna le nom de Stokesosaurus clevelandi (en honorant ainsi son mentor, William Stokes). En 1976, Madsen a trouvé dans la carrière un autre dinosaure. Il l'a nommé Marshosaurus bicentesimus en honneur du célèbre paléontologue américain Othniel Charles Marsh (1831-1899). En 1987, des paléontologues de la Brigham Young University y ont découvert un œuf de dinosaure fossile, à l'époque le plus ancien exemplaire d'œufs jamais trouvé.
Au fil des ans, des fouilles menées par l'Université de l'Utah et le Musée d'histoire naturelle de l'Utah ont abouti à la collecte de plus de 12 000 ossements fossiles dans la carrière. Si la plupart des originaux se trouvent actuellement au Musée d'Histoire Naturelle de l'Utah, de nombreuses copies de squelettes de dinosaures faites à partir des restes de Cleveland-Lloyd sont maintenant exposées dans plus de 65 musées du monde entier. Les spécimens originaux de la carrière sont exposés au public dans l'Utah, au musée d'histoire naturelle de l'Utah (en anglais : Utah Museum of Natural History) à Salt Lake City, au musée de préhistoire du Collège de l'Utah oriental (en anglais : College of Eastern Utah Prehistoric Museum) et au musée des sciences de la Terre de la Brigham Young University à Provo.
Le ministère américain de l'Intérieur (Bureau of Land Management (BLM)) a ouvert un centre d'accueil à la carrière de Cleveland-Lloyd en 1968. Ce fut le premier centre d'accueil du BLM. Le 28 avril 2007, de nouvelles installations beaucoup plus grandes ont été consacrées, ce qui a mis à jour les expositions. Le nouveau centre des visiteurs produit sa propre électricité à partir des panneaux solaires sur le toit.
Dans les premiers mois de 2019, ce site fossilifère a acquis le statut officiel de « monument national » sous le nom de Jurassic National Monument,.

## Géologie
La carrière fait partie du bassin de Brushy de la formation de Morrison. La zone à fossiles, qui a pu être un piège à prédateurs, se compose d'une mudstone de montmorillonite et de calcaires smectites qui s'est accumulée dans cette plaine inondable parcourue de cours d'eau anastomosés (c'est-à-dire composé de plusieurs canaux interconnectés bordés de digues et séparés les uns des autres par des cuvettes.) Le milieu de la carrière est une cuvette de mudstone formée par de l'argile qui venait s'y déposer.

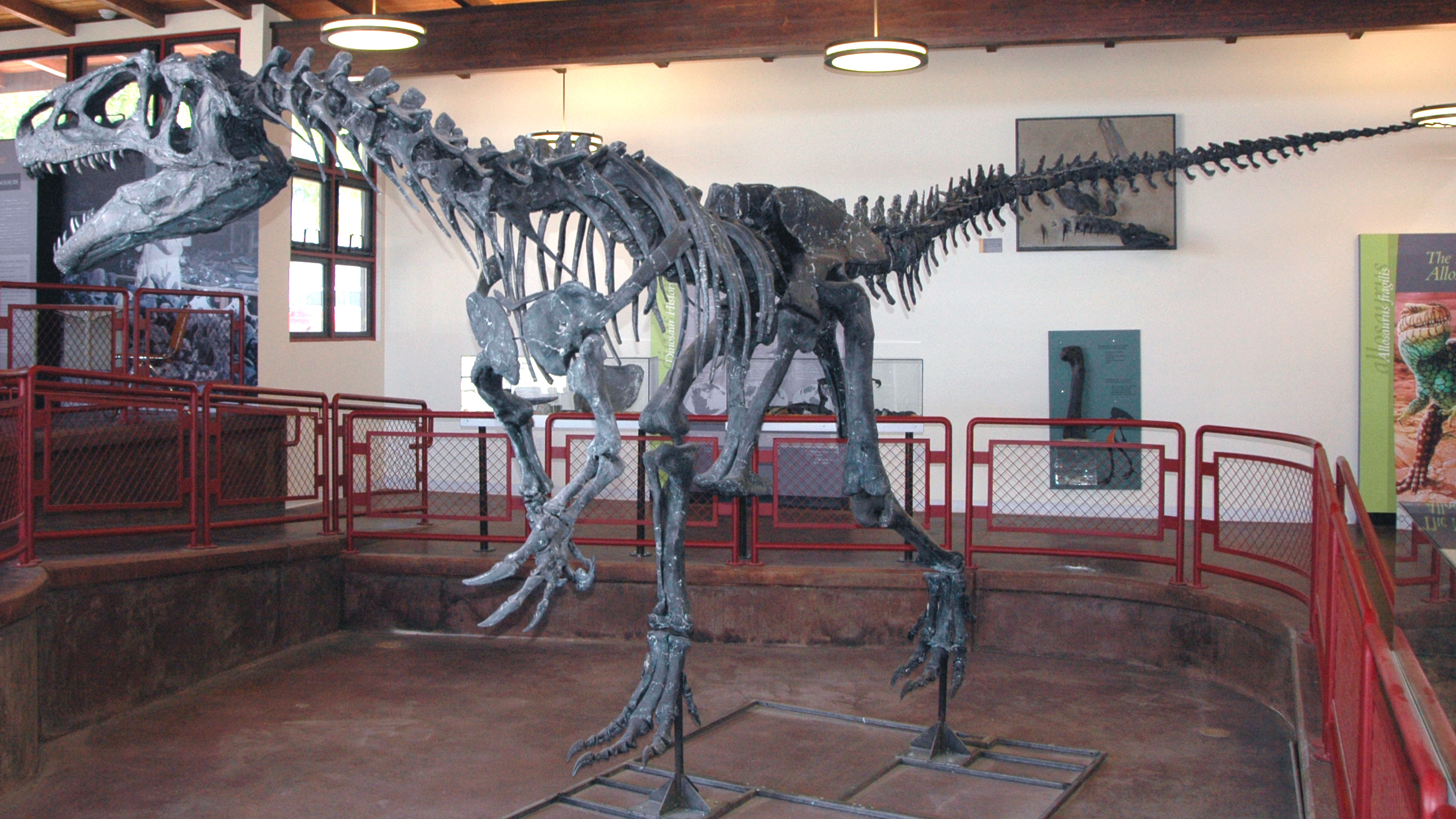
Spécimen dAllosaurus exposé au musée de la carrière à dinosaures de Cleveland-Lloyd.

Les dinosaures se retrouvaient piégés dans cette boue collante lorsqu'ils venaient boire ou chasser dans la région. La faune retrouvée là se compose de presque tous les types de dinosaures, la plupart étant des dinosaures carnivores, comme Allosaurus (44 individus représentant près de 67 % de tous les restes), Torvosaurus (1), Ceratosaurus (1), Stokesosaurus (2), Marshosaurus (2), et peut-être un Ornitholestes. Les dinosaures herbivores comprennent Camarasaurus (5), Haplocanthosaurus (1), Barosaurus (1), Amphicoelias (1), Mongolosaurus (1), un sauropode non identifié, Camptosaurus (5), Stegosaurus (4), un possible Ankylosaurus (1) et un ornithopode non identifié. La faune non-dinosaurienne comprend un crocodile (Goniopholis), 2 tortues (Glyptops), 4 genres de gastéropodes (escargots), et 4 genres de charophytes.
Le rapport atypique ratio proie/prédateur (1:3) trouvé dans la carrière peut s'expliquer par la tendance des Allosaurus à chasser en groupes. Le pourcentage élevé de petits allosaures suggèrerait que les jeunes coordonnaient leurs efforts pour capturer et tuer leur proie. Ils peuvent avoir poursuivi leurs proies dans les marais et par la suite s'être embourbés eux-mêmes. La proximité spatiale des éléments de crâne (la plupart appartenant à Allosaurus) appuie cette hypothèse. Des théropodes plus grands se sont presque certainement embourbés en tentant de venir dévorer des carcasses d'autres dinosaures piégés (Richmond et Morris, 1996). Selon une autre interprétation, l'accumulation de restes de prédateurs sur ce site ne serait pas due à une chasse en meute mais au fait que ces prédateurs, qui se réunissaient pour se nourrir de congénères handicapés ou morts, ont parfois été tués dans le processus. Ceci pourrait expliquer la forte proportion de juvéniles trouvés, car ils étaient davantage tués que les adultes.

## Paléofaune et flore
Les taxons fossiles découverts sur le site comprennent : 
- Plantae
  - Thallophyta
    - Aclistochara
    - Latochara
    - Stellatochara
- Animalia
  - Mollusca
    - Gastropoda
      - Amplovalvata
      - Amplovoluta
      - Valvata
      - Viviparus

  - Chordata
    - Chelonia
      - Glyptops

    - Saurischia
      - Sauropoda
        - Amphicoelias
        - Barosaurus
        - Camarasaurus
        - Haplocanthosaurus

      - Theropoda
        - Allosaurus
        - Ceratosaurus
        - Marshosaurus
        - Ornitholestes
        - Stokesosaurus

    - Ornithischia
      - Iguanodontia
        - Camptosaurus

      - Thyreophora
        - Stegosaurus